# Chuyện tình radio
Chuyện tình radio (tiếng Hàn: 라디오 로맨스; Romaja: Radio Romaenseu) là bộ phim truyền hình Hàn Quốc được công chiếu năm 2018 với sự tham gia của Yoon Doo-joon, Kim So-hyun, Yoon Park và Yura. Phim được phát sóng từ ngày 29 tháng 1 đến ngày 20 tháng 3 năm 2018 vào thứ hai và thứ ba hàng tuần lúc 22:00 (KST) trên kênh KBS2.

## Nội dung
Bộ phim xoay quanh câu chuyện tình yêu giữa chàng diễn viên hàng đầu Ji Soo Ho (Yoon Doo-joon) và Song Geu Rim (Kim So-hyun), một biên kịch chương trình radio. Mẹ của Song Geu Rim bị mù và từ nhỏ, cô thường xuyên cùng mẹ nghe các chương trình radio. Chính điều này đã dẫn dắt cô trở thành một biên kịch chương trình radio dù cô không thực sự có tài viết lách. Chương trình radio của Song Geu Rim đang đứng trước nguy cơ bị hủy chiếu thì thật may, cô lại thuyết phục được Ji Soo Ho tham gia chương trình của mình.

## Diễn viên

### Chính
- Yoon Doo-joon vai Ji Soo-ho
  - Nam Da-reum vai Ji Soo-ho lúc nhỏ

Một ngôi sao điện ảnh hàng đầu của Hàn Quốc, người không thể làm gì nếu thiếu kịch bản nhưng rồi lại chấp nhận tham gia một chương trình radio không theo bất kì kịch bản nào.
- Kim So-hyun vai Song Geu-rim
  - Lee Re vai Song Geu-rim lúc nhỏ

Một biên kịch chương trình radio có 5 năm kinh nghiệm làm trợ lí biên kịch. Dù cô không có tài viết lách nhưng cô gái này lại có khả năng lên kế hoạch rất tốt. Chính việc thường xuyên cùng người mẹ bị mù của mình theo dõi các chương trình radio khi còn nhỏ đã thôi thúc cô theo đuổi công việc này. Giờ đây, khi chương trình của mình đứng trước nguy cơ bị hủy chiếu, cô lại bất ngờ thuyết phục được Ji Soo-ho tham gia với vai trò DJ.
- Yoon Park vai Lee Kang

Một đạo diễn đầy năng lực, nổi tiếng với sự khó tính và có những mong đợi không hợp lý đối với nhân viên của mình, điều này làm cho không ít hơn bảy nhà sản xuất trợ lý đến bệnh viện. Sau khi sa thải 12 DJ khác nhau, Lee Kang khiến Song Geu-rim không thể từ chối lời đề nghị sẽ biến cô trở thành người đứng đầu của chương trình nếu cô làm quản lí cho Ji Soo-ho.
- Yura vai Jin Tae-ri

Một ngôi sao đang dần mờ nhạt, từng là nghệ sĩ nữ được thèm muốn nhất ở Hàn Quốc. Mặc dù cô đã từng là một người nổi tiếng trong hàng ngũ hạng A, nhưng sự nghiệp của Jin Tae-ri đang suy thoái, với sự suy giảm số lượng người hâm mộ và những người mời cô đóng phim. Ngay khi cô bắt đầu lo lắng rằng cô không thể tiếp tục hoạt động lâu hơn nữa, cô đã tìm một ra bí mật trong gia đình của Ji Soo-ho. Cô cố gắng sử dụng điều đó như một lợi thế để "tái khởi nghiệp".

### Vai phụ
- Ha Joon vai Kim Jin-woo

Người quản lý lâu năm của Ji Soo-ho, người đã quản lý từ người quản lý đường bộ đến giám đốc cơ quan sử dụng kỹ năng của mình một mình. Anh ấy chăm sóc ngay cả những chi tiết nhỏ nhất cho diễn viên, và anh ấy không sợ phải xử sự như những kẻ côn đồ khi bảo vệ ngôi sao của mình. Kim Jin-woo cũng từng có một cuộc tán tỉnh ngắn ngủi với Jin Tae-ri trong quá khứ.
- Kwak Dong-yeon vai Jason

Một bác sĩ tâm thần học, cũng là bạn cùng lớp của Ji Soo-ho. Là người bạn tâm thần và bác sĩ cá nhân của diễn viên, Jason vẫn ở bên cạnh Soo-ho và liên tục thúc giục anh nói về những vấn đề của anh.
- Park Hyo-joo vai Ra Ra-hee

Biên kịch chương trình radio.
- Oh Hyun-kyung vai Nam Joo-ha

Mẹ của Soo-ho
- Lee Eui-woong
- Shim Eun-woo vai Ga-moom
- Lee Won-jong vai Kang Hee-seok
- Kim Ye-ryeong
- Jung Hee-tae
- Kim Hye-ji
- Yoon Joo-sang

## Nhạc phim

### Phần 1
| STT              | Nhan đề                 | Phổ lời                          | Phổ nhạc                         | Nghệ sĩ          | Thời lượng |
| ---------------- | ----------------------- | -------------------------------- | -------------------------------- | ---------------- | ---------- |
| 1.               | "Radio Romance"         | Park Geun-chul Runy Jung Soo-min | Park Geun-chul Runy Jung Soo-min | NCT U            | 3:39       |
| 2.               | "Radio Romance (Inst.)" |                                  | Park Geun-chul Runy Jung Soo-min |                  | 3:39       |
| Tổng thời lượng: | Tổng thời lượng:        | Tổng thời lượng:                 | Tổng thời lượng:                 | Tổng thời lượng: | 7:18       |

### Phần 2
| STT              | Nhan đề                                                | Phổ lời          | Phổ nhạc         | Nghệ sĩ          | Thời lượng |
| ---------------- | ------------------------------------------------------ | ---------------- | ---------------- | ---------------- | ---------- |
| 1.               | "The Covered Up Road (Sound Track Ver.)" (가리워진 길) | Yoo Jae-ha       | Yoo Jae-ha       | Nakjoon          | 3:21       |
| 2.               | "The Covered Up Road (Special Live Ver.)"              | Yoo Jae-ha       | Yoo Jae-ha       | Nakjoon          | 3:23       |
| 3.               | "The Covered Up Road (Sound Track Ver.) (Inst.)"       |                  | Yoo Jae-ha       |                  | 3:21       |
| 4.               | "The Covered Up Road (Special Live Ver.) (Inst.)"      |                  | Yoo Jae-ha       |                  | 3:23       |
| Tổng thời lượng: | Tổng thời lượng:                                       | Tổng thời lượng: | Tổng thời lượng: | Tổng thời lượng: | 13:28      |

## Tỉ lệ người xem
Trong bảng dưới, hạng bên dưới được lấy từ phần trăm người xem tại Hàn Quốc, các con số màu xanh đại diện cho chỉ số xếp hạng thấp nhất và con số màu đỏ đại diện chỉ số xếp hạng cao nhất.
| Tập     | Ngày lên sóng       | TNmS Ratings | TNmS Ratings      | AGB Nielsen | AGB Nielsen       |
| Tập     | Ngày lên sóng       | Cả nước      | Vùng thủ đô Seoul | Cả nước     | Vùng thủ đô Seoul |
| ------- | ------------------- | ------------ | ----------------- | ----------- | ----------------- |
| 1       | 29 tháng 1 năm 2018 | 6.2% (NR)    | 6.3% (NR)         | 5.5% (NR)   | 5.6% (NR)         |
| 2       | 30 tháng 1 năm 2018 | 5.2% (NR)    | 5.4% (NR)         | 5.8% (NR)   | 6.0% (NR)         |
| 3       | 5 tháng 2 năm 2018  | 6.2% (NR)    | 6.4% (NR)         | 5.2% (NR)   | 5.3% (NR)         |
| 4       | 6 tháng 2 năm 2018  | 5.5% (NR)    | 5.8% (NR)         | 5.6% (NR)   | 5.9% (NR)         |
| 5       | 12 tháng 2 năm 2018 | 6.5% (17th)  | 6.6% (NR)         | 5.1% (20th) | 5.0% (20th)       |
| 6       | 13 tháng 2 năm 2018 | 5.5% (NR)    | 6.2% (NR)         | 4.2% (NR)   | 4.9% (NR)         |
| 7       | 19 tháng 2 năm 2018 | 4.8% (NR)    | 5.3% (NR)         | 3.9% (NR)   | 4.4% (NR)         |
| 8       | 20 tháng 2 năm 2018 | 4.6% (NR)    | 5.2% (NR)         | 3.4% (NR)   | 4.1% (NR)         |
| 9       | 26 tháng 2 năm 2018 | 5.1% (NR)    | 6.0% (NR)         | 3.7% (NR)   | 4.6% (NR)         |
| 10      | 27 tháng 2 năm 2018 | 4.7% (NR)    | 5.6% (NR)         | 3.4% (NR)   | 4.3% (NR)         |
| 11      | 5 tháng 3 năm 2018  | 4.4% (NR)    | 5.2% (NR)         | 4.0% (NR)   | 4.8% (NR)         |
| 12      | 6 tháng 3 năm 2018  | 4.6% (NR)    | 5.0% (NR)         | 3.5% (NR)   | 3.9% (NR)         |
| 13      | 12 tháng 3 năm 2018 | 4.1% (NR)    | 4.5% (NR)         | 2.9% (NR)   | 3.3% (NR)         |
| 14      | 13 tháng 3 năm 2018 | 4.1% (NR)    | 4.4% (NR)         | 2.9% (NR)   | 3.2% (NR)         |
| 15      | 19 tháng 3 năm 2018 | 4.1% (NR)    | 4.2% (NR)         | 2.6% (NR)   | 2.7% (NR)         |
| 16      | 20 tháng 3 năm 2018 | 4.2% (NR)    | 4.6% (NR)         | 3.1% (NR)   | 3.4% (NR)         |
| Average | Average             | 5.0%         | 5.4%              | 4.1%        | 4.5%              |